# Цветные книги
«Цветные книги» — общее наименование некоторых публикаций политических документов, издаваемых в разных странах в виде тематических сборников. Как правило, такое название имеют сборники официальных документов. Название сборника или серии сборников даётся по цвету обложки (для серий — постоянному). Не всегда это название является официальным. Впервые традиция таких публикаций появилась в Великобритании. Официальные «цветные книги» могут быть ценным историческим источником, но требуют критического анализа, так как подбор документов нередко является тенденциозным, а сами документы подвергаются редактированию.
«Цветными книгами» также являются некоторые сборники, издаваемые неправительственными организациями.

## Хронология
- Синие книги (англ. Blue Books) появились в Англии в XVII веке. Они представляют собой собрания дипломатических документов или иных материалов, издаваемых правительством для представления парламенту, а также разными парламентскими комиссиями. Каждая синяя книга носит особое заглавие. Название «Синяя книга» не является официальным, но только общепринятым обиходным названием.
- Белые книги (англ. White Papers) появились в Великобритании позднее. Английские издания имеют наибольшее внутриполитическое значение из всех «цветных книг».

В 1860-х годах систематическая публикация «цветных книг» началась и в других странах.
- «Жёлтые книги» (фр. livres jaunes) печатались во Франции с 1861.
- «Зелёные книги» с 1861 в Италии.
- «Красные книги» в Австро-Венгрии с 1868.
- «Коричневые книги» в Австро-Венгрии по вопросам внешней торговли.
- «Белые книги» с 1870 в Германии, печатались главным образом по колониальным вопросам. Вообще же германские сборники такого рода не имели особого цвета и назывались просто «Парламентские издания» (нем. Parlamentarische Drucksachen).

В конце XIX — начале XX вв. «цветные книги» начали публиковать и во многих других странах.
- «Красные книги» в Турции и Испании.
- «Зелёные книги» — в Болгарии, Румынии, Мексике, Бразилии.
- «Серые книги» — в Бельгии, Дании, Японии.
- «Белые книги» — в Португалии, Греции, Польше, Чехословакии.
- «Оранжевые книги» — в Нидерландах.
- «Синие книги» — в Сербии, Швеции.
- «Малиновая книга» — сборник ценных документов о переговорах с Японией в 1903—04 и о причинах Русско-японской войны, изданный правительством Российской империи в начале 1905 года в ограниченном числе экземпляров. Документы из неё стали известны и широким кругам, так как попали в «Times» и частью в «Освобождение».

После начала Первой мировой войны (1914) воюющие страны опубликовали ряд «цветных книг». В том числе:
- 2 «оранжевые книги» правительства Российской империи. Иногда «оранжевыми книгами» называли 18 публикаций правительства Российской империи за 1905—15, включая «малиновую книгу».

После Первой мировой войны практика издания «цветных книг» по различным вопросам окончательно утвердилась и получила широкое распространение.
- «Красные книги» издавались Наркоминделом РСФСР в 1920—22.
- «Белой книгой» назывался сборник документов о подавлении восстания 1956, изданный правительством ВНР в 1956—57.
- «Белые книги» издавались правительством ГДР (например, «Белая книга. Германская Демократическая Республика и Организация Объединённых Наций», 1969).
- «Белой книгой» называется пропагандистский сборник документов и свидетельств (1979 г.), посвященных теме сионизма и выезда советских евреев из СССР в Израиль[5].

К «цветным книгам» относят также некоторые сборники документов неправительственных организаций.
- «Коричневая книга о поджоге рейхстага и гитлеровском терроре» опубликована в 1933 Интернациональным комитетом помощи жертвам гитлеровского фашизма.
- «Чёрная книга коммунизма» — книга, изданная в Париже в 1997 году и представляющая авторский взгляд на коммунистические режимы XX века.
- «Белые книги» публиковались общественными организациями ГДР и ФРГ в 1950-х годах.
- «Белые книги» публиковались общественными организациями Вьетнама в 1960—1970-х годах.

В России традиция «белых книг» развивалась в диссидентском движении, начиная с «Белой книги по делу А. Синявского и Ю. Даниэля», составленной в 1966 г. Александром Гинзбургом, распространявшейся в самиздате, а в 1967 г. изданной во Франкфурте. За ней последовала, в частности, Белая книга по судебному процессу Ильи Габая и Мустафы Джемилева (Нью-Йорк: Фонд «Крым», 1980) и др.

## Издания
- Красная книга. Сборник дипломатических документов о русско-польских отношениях 1918—1920. — М., 1920.
- Белая книга. Контрреволюционные силы в венгерских октябрьских событиях / Пер. с венг. — Ч. 1—2. — Будапешт, 1956—57.